# Кибург

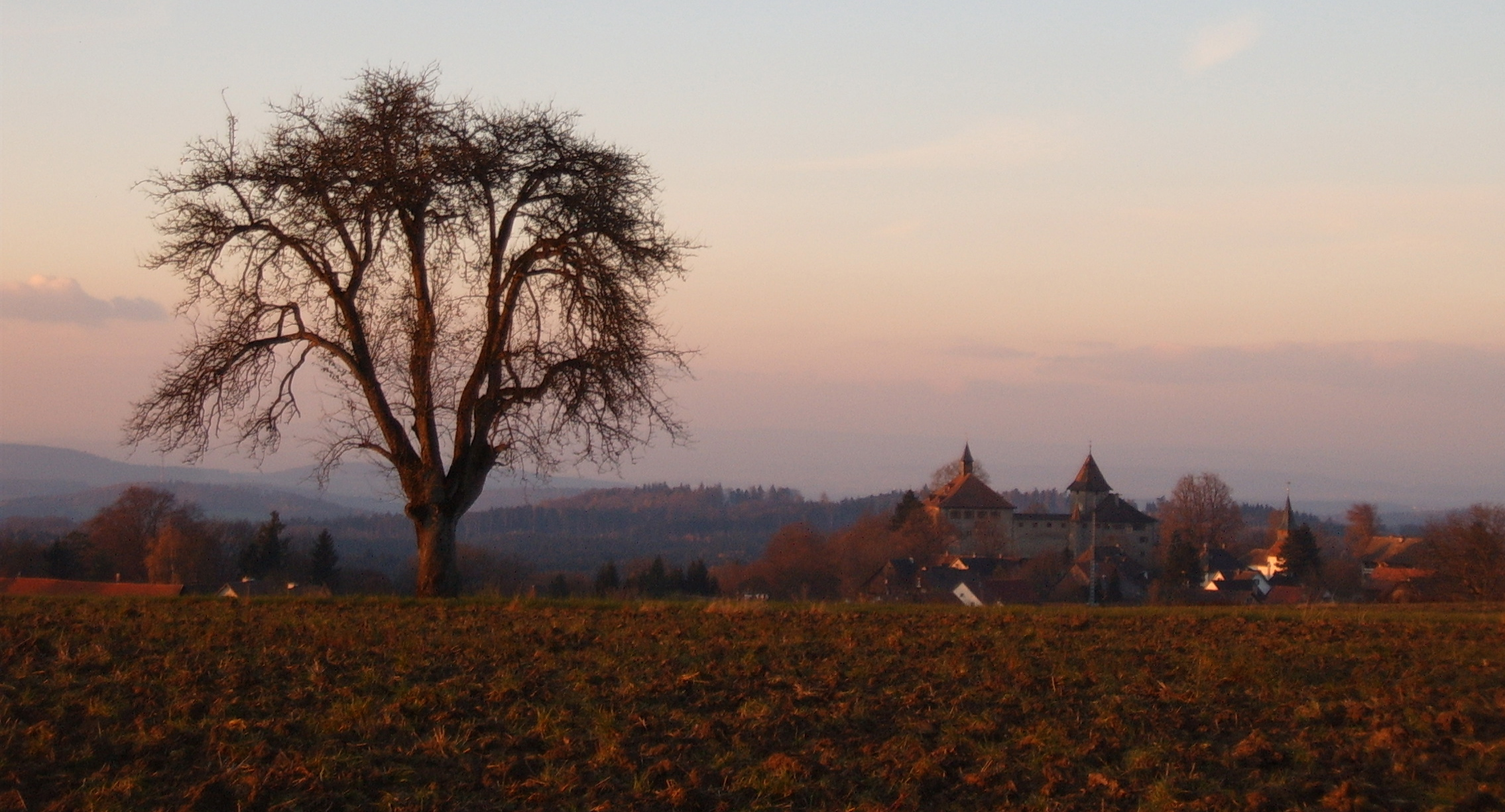
Кибург

Кибург (нем. Kyburg) — средневековый замок в Швейцарии, к югу от города Винтертур, кантон Цюрих.
Замок расположен на берегу реки Тосс. Впервые Кибург упомянут в 1027 году под именем Квигебург (нем. Chuigeburg — замок коров). Графы Кибург в раннем средневековье были одним из наиболее влиятельных феодалов современной Швейцарии, уступая лишь Габсбургам и Савойскому дому.
После смерти в 1264 году последнего графа Кибурга, замок и владения графов перешли к Рудольфу I Габсбургу и были включены в состав Австрийской монархии.
В XV веке графство Кибург было приобретено у Габсбургов свободным городом Цюрих. До 1831 года в замке находилась резиденция верховного бальи Цюриха, после чего замок был продан с аукциона. Новые владельцы Кибурга организовали в замке музей и выставочный центр.
В 1917 году кантон Цюрих вновь выкупил Кибург и с 1999 года замок передан в распоряжение Общественного музея «Замок Кибург»